# Seniorat (evangelisch)
Ein Seniorat ist eine Gliederungsebene der Evangelischen Kirche A.B. in Österreich sowie der Evangelischen Kirche A.B. in der Slowakischen Republik, die mehrere Pfarrgemeinden umfasst und zwischen der untersten Ebene Pfarrgemeinde und höheren Ebene Superintendentur (Diözese) steht, und einen Senior an der Spitze hat. Im Unterschied zu beiden genannten Ebenen hat das Seniorat aber nicht den Status einer Körperschaft öffentlichen Rechts. Die meisten Diözesen der Evangelischen Kirche A.B. in Österreich sind in zwei Seniorate gegliedert, im Ausnahmefall drei. 
Im Unterschied zum römisch-katholischen Dekan hat der Senior kein Visitationsrecht, sondern ist ständiges Mitglied des Superintendentialausschusses und soll dort die Interessen seiner Gemeinden vertreten. Im Krankheitsfall oder anderer Verhinderung vertritt der Senior den Superintendenten und darf dann ein kleines Brustkreuz (Pektoral) tragen.
Die Senioriate haben seit 1945 immer mehr an Bedeutung verloren, da durch die Freiheit von staatlicher Bevormundung seit dem Ende des Zweiten Weltkriegs pro Bundesland eine Superintendentur (Ausnahme Vorarlberg, das zur evangelischen Kirche H.B. in Österreich gehört) gegründet werden konnte, also ehemalige Seniorate in vollwertige Diözesen umgewandelt werden konnten.
In der Evangelischen Kirche A.B. in der Slowakischen Republik gibt es 14 Seniorate.